# Colinas de Púlkovo

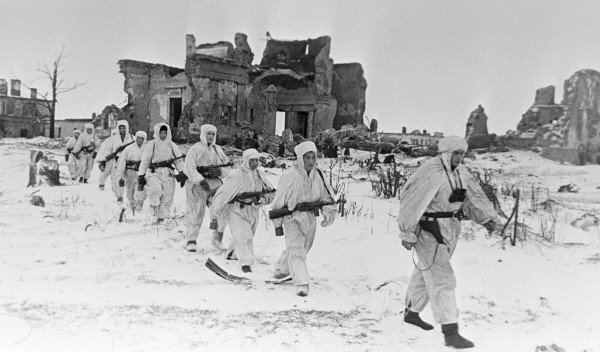
Columna de exploradores soviéticos en las colinas de Púlkovo en 1942.

Las colinas de Púlkovo (Пу́лковские высо́ты en ruso) son una cadena de colinas localizada al sur de San Petersburgo. Se extiende para el sudoeste, en la dirección de las colinas de Izhórskaya. La altitud media es de 73 m. La región sirvió de acuartelamiento durante la guerra civil (1918—1920) y la Gran Guerra Patriótica en Rusia (es decir, en la batalla de Leningrado). En esta región se encuentra el Observatorio de Púlkovo.